# Club Deportivo Soledad (Palma de Mallorca)
El Club Deportivo Soledad (en catalán, Club Esportiu Soledat) fue un club de fútbol de Palma (Islas Baleares, España) del barrio de la Soledad. Fue fundado en 1930 y desapareció en 2010.

## Historia
El equipo fue fundado en 1930 y se federó a la Federación de Fútbol de las Islas Baleares en la temporada 1930-31. Pasó los primeros años compitiendo en el Campeonato de Mallorca de la Federación Balear, donde poco a poco se convirtió en uno de los clubes más fuertes de la ciudad. Comenzó su andadura en la Tercera categoría y en la temporada 1933-34 fue subcampeón; ya en Segunda, en las temporadas 1934-35 y 1935-36 fue nuevamente subcampeón, lo que le dejó a un paso del ascenso a Primera. Sí consiguió ascender la temporada 1936-37 y jugó en la máxima categoría durante dos temporadas, logrando ser tercero en la temporada 1938-39.
Al terminar la guerra civil española volvió a la Segunda categoría, luego convertida en 1940 en Segunda Regional. En 1943 logró ascender a Primera Regional, categoría en la que a menudo quedaba bien clasificado pero nunca alcanzaba la fase de ascenso a la Tercera División. Finalmente, en la temporada 1954-55 consiguió el ascenso a Tercera División, donde estuvo quince temporadas consecutivas.
Sus mejores años llegaron a principios de los años 60, al ocupar habitualmente los primeros puestos de la categoría. Las temporadas 1960-61 y 1964-65 quedó tercero, rozando la fase de ascenso a Segunda división que jugaban los dos primeros clasificados. Además, se hizo con la Copa Uruguay en 1964. Sin embargo, a finales de la misma década su potencial disminuyó y perdió la categoría en 1970.
Desde entonces el club fue un asiduo de la Primera Regional, con alguna incursión puntual en Regional Preferente, durante los años 70 y 80. A mediados de los años 90 el equipo subió de nivel deportivamente y logró estabilizarse en Regional Preferente; pero desde 2002 una crisis de resultados le llevó a caer hasta Segunda Regional.
Terminada la temporada 2004-05 el equipo llegó a un acuerdo de fusión con el CD Paguera, equipo del municipio vecino de Calviá que jugaba Tercera División. La operación fue más bien una fusión por absorción del Soledad sobre el Peguera, debido a que éste tenía muy poca masa social. El club de la Soledad mantuvo escudo y colores originales, continuó jugando en Son Malferit y ocupó la plaza en Tercera División que hasta entonces ocupó el CD Paguera. A cambio modificó su nombre por CD Soledad-Peguera; pero sólo durante la temporada 2005-06, recuperando su nombre original un año después.
Aunque deportivamente los resultados eran alentadores, una mala gestión económica precipitó los acontecimientos. En la temporada 2008-09 el equipo se quedó a las puertas de jugar la fase de ascenso a Segunda División B, pero fue descendido a Regional Preferente por impagos. La temporada siguiente ya no pudo hacer frente a las dificultades económicas y terminó por desaparecer, en 2010.
A raíz de la desaparición se creó en 2010 un nuevo club: el CD Soledad Atlético, heredero del anterior, que mantuvo los mismos signos de identidad del CD Soledad y jugaba en el mismo Son Malferit. El nuevo club comenzó en la división más baja de la competición balear, la Tercera Regional, y en 2013 ya había alcanzado la Primera Regional. Pero surgieron problemas extradeportivos con el campo de Son Malferit, que fue vendido por el Ayuntamiento de Palma a la Federación de Fútbol de las Islas Baleares, la cual llevó a cabo obras de reforma y luego lo alquiló como inquilino preferente al CD Atlético Baleares, dejando al Soledad Atlético como inquilino secundario. Esto frenó la consolidación del club.
Después de cinco temporadas, de cara a la temporada 2015-16, el CD Soledad Atlético se fusionó con el CD Montuiri, equipo del municipio homónimo que militaba en Tercera División pero tenía problemas económicos graves. La entidad resultante, el Soledad-Montuiri, se ubicó en Montuiri, dados los problemas ocasionados de compartir el Son Malferit y tuvo que competir oficialmente como CD Montuiri. El nuevo club no pudo hacer frente a las deudas y desapareció acabada la temporada, después de vender la plaza al CF Playas de Calviá.
Actualmente la barriada de la Soledad está representada por el Pilares la Soledad CF, club fundado en 1999.

## Clasificaciones

### Clasificaciones en el Campeonato de Mallorca
| - 1929-30: no participó - 1930-31: no participó - 1931-32: 3.ª Categoría (retirado) | - 1932-33: 3.ª Categoría, Gr. A (4.º) - 1933-34: 3.ª Categoría (2.º) - 1934-35: 2.ª Categoría (2.º) | - 1935-36: 2.ª Categoría (2.º) - 1936-37: 2.ª Categoría (1.ª) - 1937-38: 1.ª Categoría (5.º) | - 1938-39: 1.ª Categoría (3.º) - 1939-40: 2.ª Categoría (2.º) |

### Clasificaciones en la Liga española
| - 1940-41: 2.ª Regional (2.º) - 1941-42: 2.ª Regional (2.º) - 1942-43: 2.ª Regional, Gr. A (3.º) - 1943-44: 1.ª Regional (4.º) - 1944-45: 1.ª Regional (2.º) - 1945-46: 1.ª Regional, Gr. B (2.º) - 1946-47: 1.ª Regional (2.º) - 1947-48: 1.ª Regional (2.º) - 1948-49: 1.ª Regional (8º) - 1949-50: 1.ª Regional (3.º) - 1950-51: 1.ª Regional (2.º) - 1951-52: 1.ª Regional (3.º) - 1952-53: 1.ª Regional (3.º) - 1953-54: 1.ª Regional (9.º) - 1954-55: 1.ª Regional (3.º) - 1955-56: Tercera División (6.º) - 1956-57: Tercera División (7.º) - 1957-58: Tercera División (15.º) | - 1958-59: Tercera División (10.º) - 1959-60: Tercera División (11.º) - 1960-61: Tercera División (3.º) - 1961-62: Tercera División (4.º) - 1962-63: Tercera División (9.º) - 1963-64: Tercera División (6.º) - 1964-65: Tercera División (3.º) - 1965-66: Tercera División (5.º) - 1966-67: Tercera División (4.º) - 1967-68: Tercera División (8.º) - 1968-69: Tercera División (18.º) - 1969-70: Tercera División (20.º) - 1970-71: 1.ª Regional (2.º) - 1971-72: 1.ª Regional, Gr. B (12.º) - 1972-73: 1.ª Regional (5.º) - 1973-74: 1.ª Regional (3.º) - 1974-75: Reg. Preferente (8.º) - 1975-76: Reg. Preferente (16.º) | - 1976-77: 1.ª Regional (12.º) - 1977-78: 1.ª Regional (9.º) - 1978-79: 1.ª Regional (11.º) - 1979-80: 1.ª Regional (9.º) - 1980-81: 1.ª Regional (15.º) - 1981-82: 1.ª Regional (10.º) - 1982-83: 1.ª Regional (10.º) - 1983-84: 1.ª Regional (3.º) - 1984-85: 1.ª Regional (4.º) - 1985-86: 1.ª Regional (6.º) - 1986-87: 1.ª Regional (7.º) - 1987-88: 1.ª Regional (4.º) - 1988-89: Reg. Preferente (7.º) - 1989-90: Reg. Preferente (17.º) - 1990-91: 1.ª Regional (15.º) - 1991-92: 1.ª Regional (4.º) - 1992-93: 1.ª Regional (1.ª) - 1993-94: Reg. Preferente (14.º) | - 1994-95: Reg. Preferente (11.º) - 1995-96: Reg. Preferente (15.º) - 1996-97: Reg. Preferente (16.º) - 1997-98: Reg. Preferente (6.º) - 1998-99: Tercera División (18.º) - 1999-00: Reg. Preferente (8.º) - 2000-01: Reg. Preferente (14.º) - 2001-02: Reg. Preferente (9.º) - 2002-03: Reg. Preferente (20.º) - 2003-04: 1.ª Regional (19.º) - 2004-05: 2.ª Regional (6.º) (a) - 2005-06: Tercera División (19.º) (b) - 2006-07: Reg. Preferente (5.º) - 2007-08: Tercera División (13.º) - 2008-09: Tercera División (5.º) (c) - 2009-10: Reg. Preferente (6.º) |

Como Soledad Atlético
| - 2010-11: 3.ª Regional, Gr. A (6.º) - 2011-12: 3.ª Regional, Gr. B (1.ª) | - 2012-13: 2.ª Regional (3.º) - 2013-14: 1.ª Regional (12.º) | - 2014-15: 1.ª Regional (5.º) (d) | - 2015-16: Tercera División (9.º) (e) |

 - Ascenso 

 - Descenso
(a) Ascendió a Tercera División después de la fusión con el CD Paguera

(b) Como CD Soledad-Paguera

(c) Acabada la temporada tenía plaza para competir en Tercera División, pero sufrió un descenso administrativo por impagos

(d) Ascendió a Tercera División después de la fusión con el CE Montuiri

(e) Como CD Soledad-Montuiri

## Datos del Club

### Temporadas
- Temporadas en Tercera División (19): 1955 a 1970, 1998-99, 2005-06 y 2007-09
- Temporadas en Regional Preferente (15): 1974 a 1976, 1988 a 1990, 1993 a 1998, 1999 a 2003, 2006-07 y 2009-10
- Temporadas en Primera Regional (32): 1943 a 1955, 1970 a 1974, 1976 a 1988, 1990 a 1993 y 2003-04
- Temporadas en Segunda Regional (4): 1940 a 1943 y 2004-05
- Mejor clasificación en liga: 3.º (Tercera División, temporadas 1960-61 y 1964-65)

## Campo
El primer campo donde jugó el club fue el campo des Colomeret, situado en la barriada entre los tramos finales de las calles Prunés y Brotad, adyacente a los terrenos que hoy en día ocupa el Instituto Antonio Maura. En 1961 el Ayuntamiento de Palma de Mallorca inauguró el Campo de Son Malferit, y el club se mudó.

## Palmarés

### Torneos regionales
- Primera Regional (1): 1992-93
- Subcampeón Primera Regional (6): 1944-45, 1945-46, 1946-47, 1947-48, 1950-51, 1970-71
- Subcampeón Segunda Regional (2): 1940-41, 1941-42

- Segunda categoría del Campeonato de Mallorca (1): 1936-37
- Subcampeón Segunda Categoría del Campeonato de Mallorca (3): 1934-35, 1935-36, 1939-40
- Subcampeón Tercera Categoría del Campeonato de Mallorca (1): 1933-34

### Otros torneos
- Liga Mallorca (2): 1947-48, 1951-52
- Subcampeón Liga Mallorca (2): 1937-38, 1946-47
- Copa Uruguay (1): 1964